# Incilius peripatetes
Espèce
Synonymes
- Bufo peripatetes Savage, 1972

Statut de conservation UICN

 CR A3ce : 
En danger critique
Incilius peripatetes est une espèce d'amphibiens de la famille des Bufonidae.

## Répartition
Cette espèce est endémique de la province de Chiriqui au Panama. Elle se rencontre entre 1 500 et 1 856 m d'altitude dans le parc international La Amistad et sur le Cerro Bollo.

## Publication originale
- Savage, 1972 : The systematic status of Bufo simus O. Schmidt with description of a new toad from western Panama. Journal of Herpetology, vol. 6, no 1, p. 25-33.